# Malformación aislada de mano y pie dividido
La ectrodactilia, mano partida o mano hendida, a veces conocida como síndrome de Karsch-Neugebauer, es una enfermedad hereditaria con un patrón de herencia de tipo autosómico dominante. Ocasiona una malformación de las extremidades en la que hay ausencia de partes o de dedos completos y, con frecuencia, sindactilia (fusión congénita o accidental de dos o más dedos entre sí). Consecuentemente, las manos o los pies asumen una forma que recuerda a las pinzas de una langosta.
| La malformación mano-pie hendida (SHFM) es un tipo de defecto congénito que consiste en la ausencia de dedos (de las manos y/o de los pies), una hendidura profunda en el centro de la mano o el pie y la fusión de los dedos restantes. |

## Descripción
Es un síndrome autosómico dominante con penetración incompleta y expresividad variable. Esta conjunción de signos y síntomas puede llevar a la confusión con otro tipo de entidades clínicas y ocasionar un diagnóstico erróneo del paciente. La hendidura del labio y ausencia del conducto lagrimal no es una combinación usual en otras condiciones.
El síndrome resulta de una anomalía del desarrollo que afecta simultáneamente a los tejidos ectodérmicos y tejidos mesodérmicos. Se menciona en la literatura un patrón heredado autonómico dominante con expresividad variable y penetración incompleta.
En los pacientes con este síndrome se han reportado las siguientes manifestaciones clínicas:
- Alteraciones faciales como hipoplasia del terciomedio de la cara, arcos supraorbitarios prominentes, labio hendido bilateral acompañado de Paladar hendido y Queilitis.
- Alteraciones oftálmicas como: Blefaritis, dacriocistitis, queratoconjuntivitis, fotofobia, obstrucción del conducto lacrimonasal, disminución visual, disminución de la secreción lacrimal, opacidad de la córnea y epífora.
- Alteraciones cutáneas como: Hiperqueratosis, hipopigmentación de la piel, dermatitis atópica, pelo corporal escaso y seco, cejas y pestañas escasas, glándulas sebáceas escasas, nevos pigmentados y piel seca.
- Anomalías digitales como: ectrodactilia, sindactilia, braquidactilia, clindodactilia, uñas deformes y displásicas y camptodactilia.
- Anomalías del sistema genitourinario como malformaciones renales, ausencia renal, riñón hipolásico, hidronefrosis, hipospadias y critorquidia.
- Anomalías dentales como hipodoncia, entre otras se cuentan: malformaciones de forma y tamaño, estructura y maloclusión.
- Otras manifestaciones asociadas se reportan hernia inguinal, disminución auditiva, otitis media, xerostomía, ligera parálisis facial, deformación del pabellón auricular, ausencia del conducto de Stensen, susceptibilidad a caries dental y candidiasis bucal.

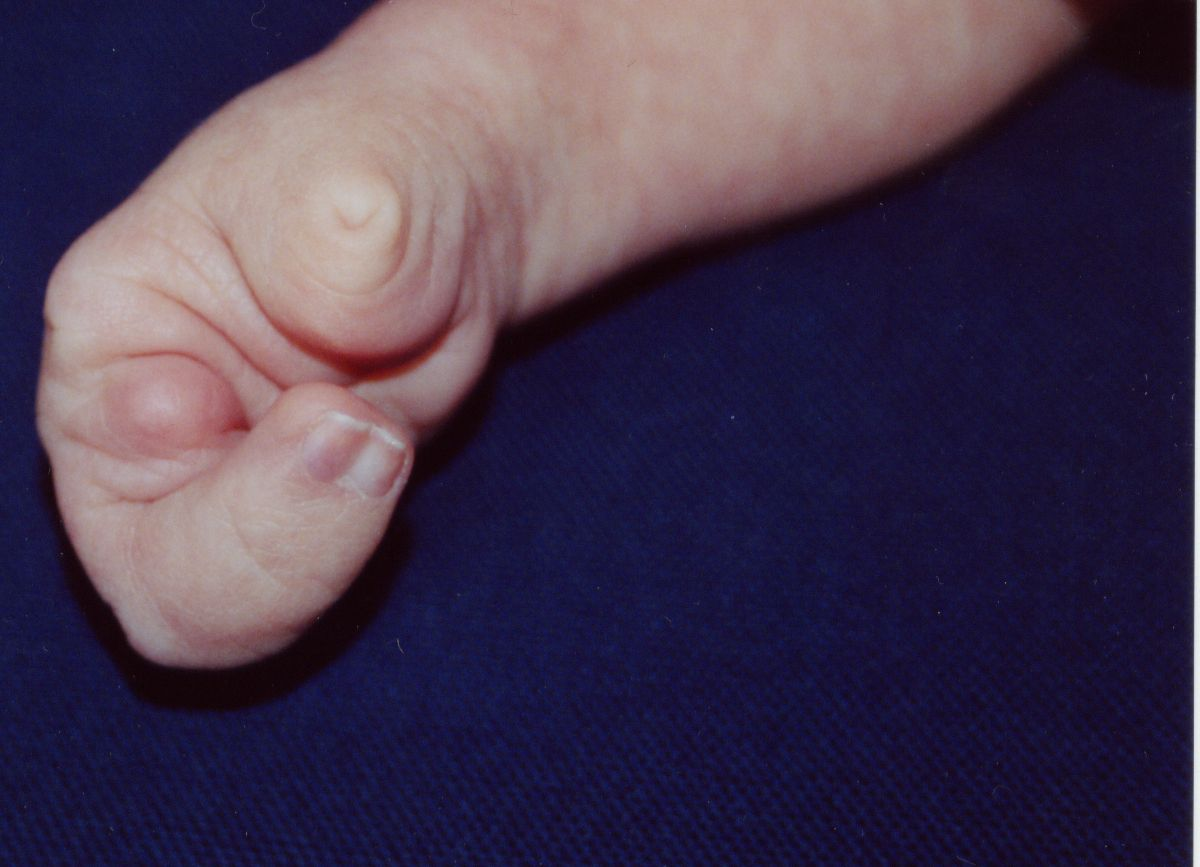
Ectrodactilia en la mano derecha de un bebé de un mes.
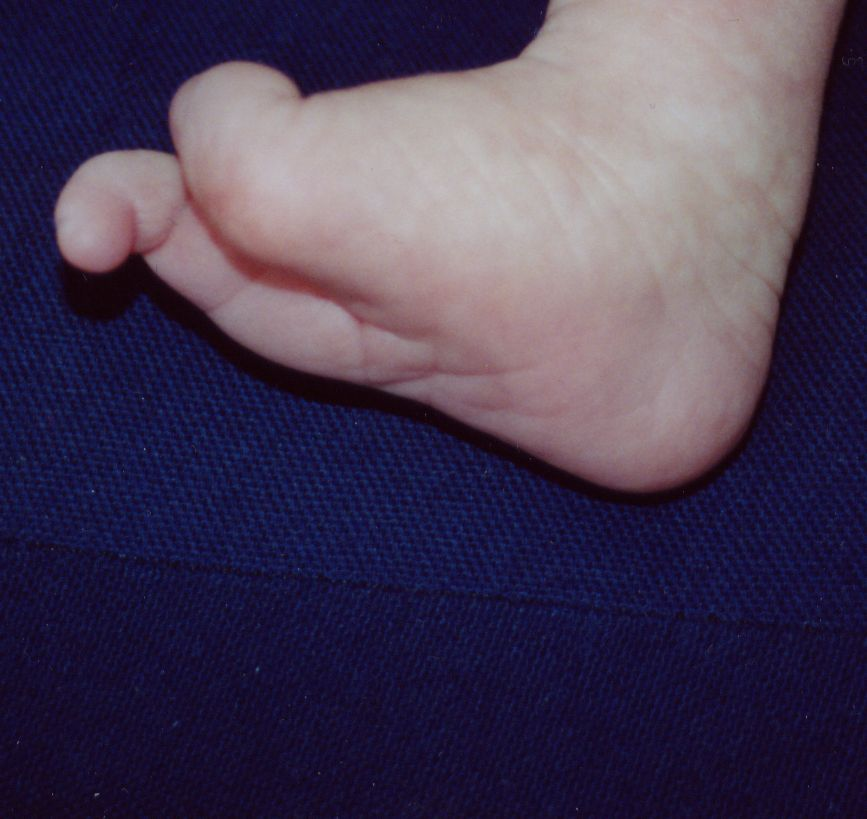
Ectrodactilia en pie derecho de un bebé de un mes.
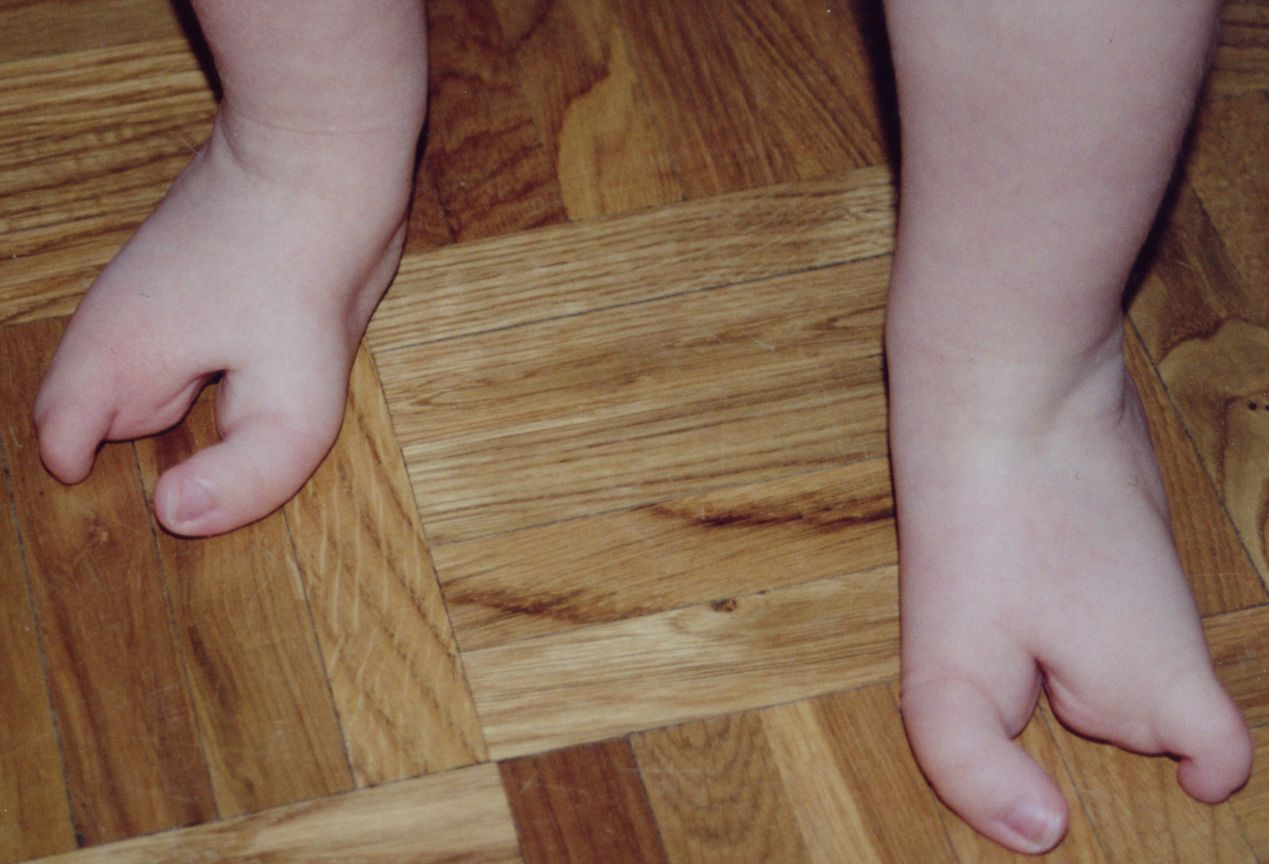
Ectrodactilia en ambos pies de un bebé de un año.

## Causas

La Ectrodactilia se transmite con un patrón autosómico dominante

El síndrome resulta de una anomalía del desarrollo que afecta simultáneamente a los tejidos ectodérmicos y tejidos mesodérmicos. Se menciona en la literatura un patrón heredado autonómico dominante con expresividad variable y penetración incompleta.
La causa genética de la ectrodactilia esta en varios loci, estos incluyen:
- SHFM1, ubicado en el cromosoma 7q21-22
- SHFM2, ubicado en el cromosoma Xq26
- SHFM3, ubicado en los genes FBXW4 y DACTYLIN en el cromosoma 10q24 (este en específico se debe a una duplicación]]
- SHFM4, ubicado en el gen TP63, en el cromosoma 3q27
- SHFM5, ubicado en los genes DLX1 y DLX2, en el cromosoma 2q31

El marcador SHFM3 es diferente de los otros debido a que presenta duplicaciones cromosomales sub-microscópicas de los genes FBXW4 y DACTYLIN, cuando la ectrodactilia es causada por esta mutación, es considerada ectrodactilia aislada, es decir, que se presenta por sí sola y que no tiene a una enfermedad sindrómica como su causa.
Cuando ocurre una deleción o una translocación en el brazo largo del cromosoma 7, se puede (a veces) asociar con perdida de audición, este tipo de ectrodactilia (tipo I) es la única versión de ectrodactilia asociada con perdida de audición sensorineuronal.

## Lista de personas sujetas a la ectrodactilia
- Mijaíl Tal (1936-1992), ajedrecista soviético, campeón del mundo en 1960
- Grady Stiles Jr. (1937-1992), fenómeno de feria estadounidense
- Bree Walker, actriz estadounidense
- Carlos Ojeda, mexicano
- Miguel Aceves
- Francesca Jones,Tenista Británica
- Comp, rapero americano